# Katkan (ort i Iran)
Katkan (persiska: كَتكَن, كَت كِنار, کتکن) är en ort i Iran.   Den ligger i provinsen Lorestan, i den västra delen av landet, 500 km sydväst om huvudstaden Teheran. Katkan ligger 1 178 meter över havet och antalet invånare är 638.
Terrängen runt Katkan är kuperad. Runt Katkan är det ganska tätbefolkat, med 52 invånare per kvadratkilometer. Närmaste större samhälle är Garāb, 13,1 km väster om Katkan. Omgivningarna runt Katkan är i huvudsak ett öppet busklandskap.